# 1999 في لبنان
فيما يلي قوائم الأحداث التي وقعت خلال عام 1999 في لبنان.

## أفلام
من الأفلام التي صدرت هذه السنة في لبنان:
- 1 يناير – المتحضرات من إخراج رندة الشهال.

## موسيقى

### ألبومات
من الألبومات التي صدرت هذه السنة في لبنان:
- 1 يناير – روح روحي من غناء نجوى كرم.

## مواليد

### أبريل
- 30 أبريل – غابرييلا دويهي سبّاحة لبنانية.

### يونيو
- 18 يونيو – ليا مكاناس كاتبة لبنانية.

## وفيات

### يناير
- 1 يناير – منير البعلبكي (مواليد 1918) كاتب ومؤلف لبناني.

### يوليو
- 8 يوليو – شفيق الوزان (مواليد 1925) سياسي لبناني.